# Jerry contre K.K.K.
Jerry contre K.K.K. est la vingt et unième histoire de la série Jerry Spring de Jijé. Elle est publiée pour la première fois du no 1447 au no 1468 du journal Spirou, puis sous forme d'album en 1975 (en première partie d'un double album noir et blanc au format géant qui comporte aussi la réédition de La Passe des Indiens). C'est en 1986 que Jerry contre K.K.K. est publié en album couleurs dans la collection normale, où, étrangement, il a été précédé dans la numérotation par Le Duel.